# Rue Édouard-Charton
La rue Édouard-Charton est une voie des quartiers Saint-Louis et des Chantiers de Versailles, en France.

## Situation et accès
La rue Édouard-Charton est une voie publique située entre les quartiers Saint-Louis et des Chantiers de Versailles, dont elle assure la délimitation. Elle débute au 52, avenue de Sceaux, au niveau de la place des Francine, et se termine au niveau de la grille Saint-Martin où elle se prolonge par la rampe Saint-Martin.
Elle est une composante de la RD 938, ancienne RN 838.

## Origine du nom

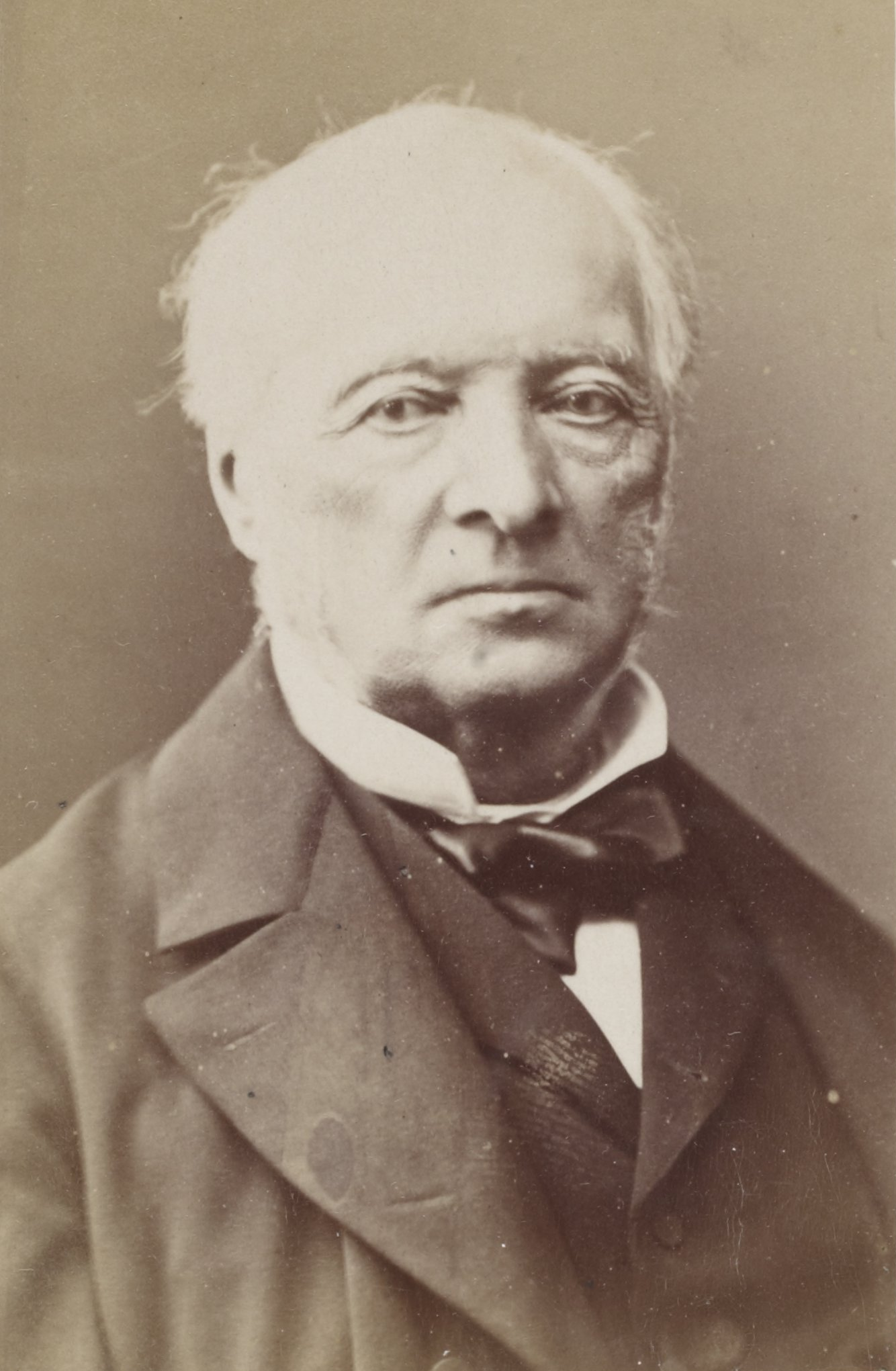
Édouard Charton en 1883.

Elle porte le nom d'Édouard Charton (1807-1890), journaliste, directeur de publications, et homme politique français, né en 1807, résidant au nº15 de 1862 à sa mort en 1890, et créateur de la bibliothèque populaire de Versailles en 1864.
Au nº15, Une plaque indique qu'il y avait son domicile.

## Historique

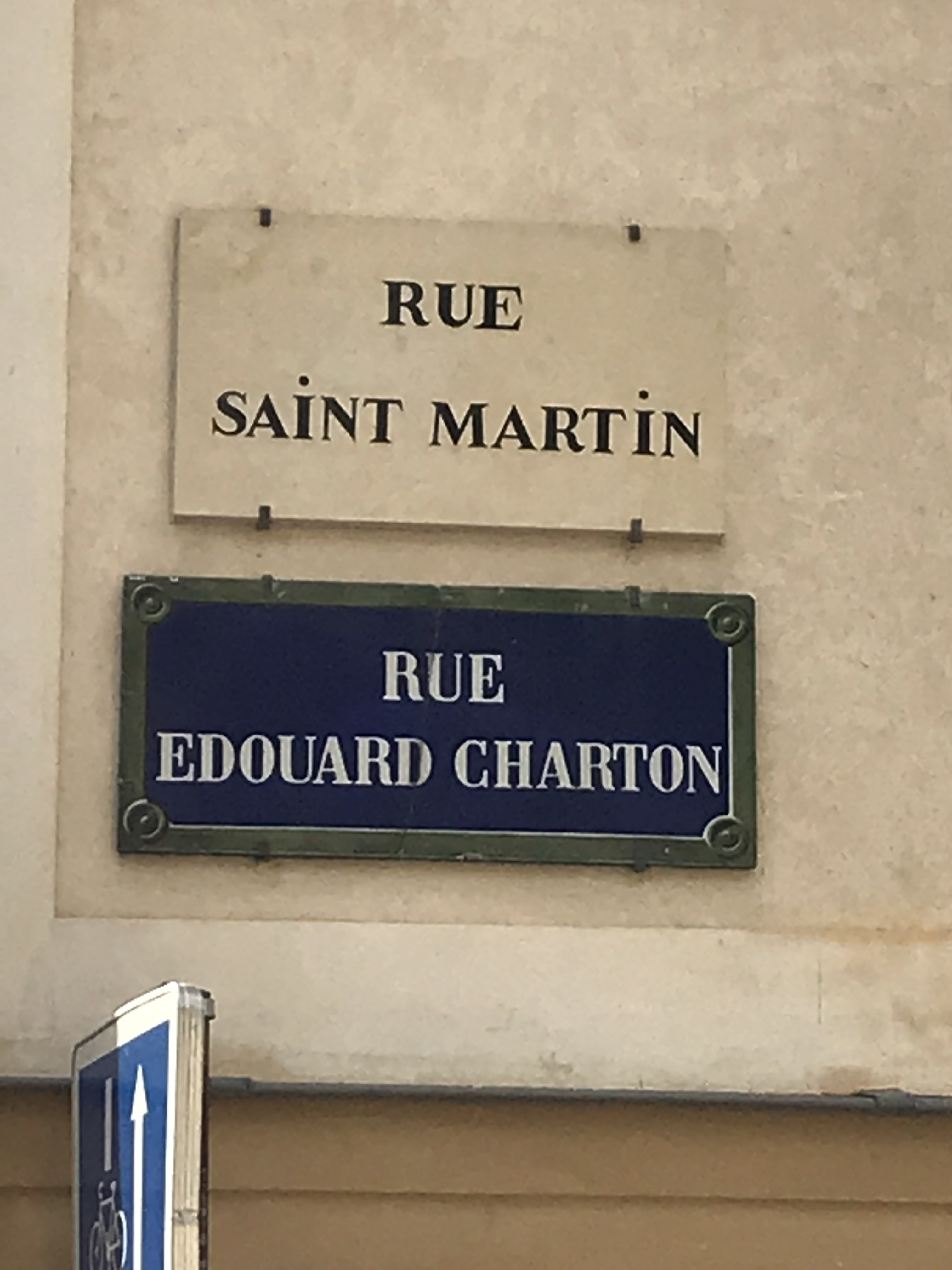
Plaques de rue superposées de la rue Édouard-Charton et de son ancien nom, rue Saint-Martin.

La rue commence à apparaître sur les plans de Versailles vers 1715, où le quartier est désigné comme « en projet ».
La rue Édouard-Charton est nommée rue des Mauvais-Garçons sur le Plan de Versailles de l'Abbé Delagrive de 1746 et sur le Nouveau Plan de Versailles dressé par M. Contant de la Motte en 1783. 
En 1793, elle a pris le nom de rue Corneille, du nom de l'écrivain Pierre Corneille.
En 1839, sur le Plan de Versailles, du château, du parc et de ses dépendances, la rue Édouard-Lefèbvre constitue désormais une partie de la rue Saint-Martin, qui reliait l'avenue de Paris à la grille Saint-Martin par les actuelles rue de l'Assemblée-Nationale, rue Édouard-Lefèbvre et rue Édouard-Charton.

## Bâtiments remarquables et lieux de mémoire
- Au n°15, ancienne résidence d’Édouard Charton de 1862 à 1890.
- Au n°21, la maison des Sœurs Augustines est un EHPAD ouvert depuis 1843. Après la révolution de 1830, Monseigneur Blanquart de Bailleul, évêque de Versailles, confie aux Sœurs Augustines, chassées d'Auxerre en 1833, la mission de créer une nouvelle communauté, à Versailles. Cette nouvelle communauté religieuse a une vocation hospitalière. Elle se met « au service des pauvres et des malades ». Mais c’est aussi un lieu d’accueil pour des « dames pensionnaires » qui, arrivées au soir de leur vie, désirent se retirer dans un lieu paisible. Les ressources fournies par ces dames permettent d’assurer la bonne marche de l’établissement et d’héberger les plus pauvres. Sur la propriété de 16 000 m2 acquise rue Saint-Martin, l'établissement reçoit ses premiers pensionnaires en 1843. Du fait de son origine religieuse, l'établissement bénéficie toujours d'une animation spirituelle assurée par les Sœurs Apostoliques de Saint-Jean et comprend une chapelle construite entre 1870 et 1875 par l'architecte diocésain Hyppolite Blondel[7], présentant un joli portail face à la rue Saint-Louis.

- Au n°27, la maison forestière de la grille Saint-Martin, siège de l'agence Île-de-France Ouest de l'ONF.